# Glenne Headly
Glenne Aimee Headly (New London, 13 marzo 1955 – Santa Monica, 8 giugno 2017) è stata un'attrice statunitense.

## Biografia
Esordì come attrice teatrale negli anni settanta, diventando membro della Steppenwolf Theatre Company di Chicago dal 1979 al 2005. Nel 1982 sposò John Malkovich, suo collega di palcoscenico, dal quale divorziò nel 1988, anno in cui ottenne il suo primo ruolo importante come attrice cinematografica: recitò al fianco di Steve Martin e Michael Caine nel film Due figli di..., grazie al quale venne decretata Miglior Attrice Esordiente dalla Chicago Film Critics Association.
Recitò poi sotto la direzione di Warren Beatty in Dick Tracy (1990), adattamento cinematografico del celebre fumetto di Chester Gould, nel quale interpretò il ruolo di Tess Cuorsincero, fidanzata del famoso detective. Nel 1991, grazie al film L'ombra del testimone con Demi Moore, ottenne una nomination al Chicago Film Critics Association Award come migliore attrice non protagonista.
Nel 1995 fu la volta di un altro successo, Goodbye Mr. Holland con Richard Dreyfuss. Nel 1996 apparve come personaggio ricorrente nella celebre serie televisiva E.R. - Medici in prima linea, dove interpretò la dottoressa Abby Keaton, mentre dal 2003 al 2006 apparve nel ruolo di Karen, moglie del capitano Leland Stottlemeyer, nella serie Detective Monk.
Membro del Mensa, la Headley è morta l'8 giugno 2017, all'età di 62 anni, a seguito di un'embolia polmonare.

## Filmografia parziale

### Cinema
- Bowery Dawn, cortometraggio, regia di Andrew Lamy (1972)
- Gli amici di Georgia (Four Friends), regia di Arthur Penn (1981)
- Doctor Detroit, regia di Michael Pressman (1983)
- Fandango, regia di Kevin Reynolds (1985)
- La rosa purpurea del Cairo (The Purple Rose of Cairo), regia di Woody Allen (1985)
- Eleni, regia di Peter Yates (1985)
- Seize the Day, regia di Fielder Cook (1986)
- Cercasi l'uomo giusto (Making Mr. Right), regia di Susan Seidelman (1987)
- Nadine - Un amore a prova di proiettile (Nadine), regia di Robert Benton (1987)
- Un gentleman a New York (Stars and Bars), regia di Pat O'Connor (1988)
- La casa ai confini della realtà (Paperhouse), regia di Bernard Rose (1988)
- Due figli di... (Dirty Rotten Scoundrels), regia di Frank Oz (1988)
- Dick Tracy, regia di Warren Beatty (1990)
- L'ombra del testimone (Mortal Thoughts), regia di Alan Rudolph (1991)
- L'isola dell'amore (Grand Isle), regia di Mary Lambert (1991)
- Ordinary Magic, regia di Giles Walker (1993)
- Papà ti aggiusto io! (Getting Even with Dad), regia di Howard Deutch (1994)
- Goodbye Mr. Holland (Mr. Holland's Opus), regia di Stephen Herek (1995)
- Sergente Bilko (Sgt. Bilko), regia di Jonathan Lynn (1996)
- Bastard Out of Carolina, regia di Anjelica Huston (1996)
- Due giorni senza respiro (2 Days in the Valley), regia di John Herzfeld (1996)
- X-Files - Il film (The X Files), regia di Rob Bowman (1998)
- La colazione dei campioni (Breakfast of Champions), regia di Alan Rudolph (1999)
- Timecode, regia di Mike Figgis (2000)
- Bartleby, regia di Jonathan Parker (2001)
- Lo scroccone e il ladro (What's the Worst That Could Happen?), regia di Sam Weisman (2001)
- Quanto è difficile essere teenager! (Confessions of a Teenage Drama Queen), regia di Sara Sugarman (2004)
- Eulogy regia di Michael Clancy (2004)
- Dietro l'angolo (Around the Bend), regia di Jordan Roberts (2004)
- La banda del porno - Dilettanti allo sbaraglio! (The Amateurs), regia di Michael Traeger (2005)
- Rivincita per due (Comeback Season), regia di Bruce McCulloch (2006)
- Il destino nel nome - The Namesake (The Namesake), regia di Mira Nair (2006)
- Raising Flagg, regia di Neal Miller (2006)
- Kit Kittredge: An American Girl, regia di Patricia Rozema (2008)
- The Joneses, regia di Derrick Borte (2009)
- Don Jon, regia di Joseph Gordon-Levitt (2013)
- Dial a Prayer, regia di Maggie Kiley (2015)
- Merry Xmas, cortometraggio, regia di Boman Modine (2015)
- Strange Weather, regia di Katherine Dieckmann (2016)
- The Circle, regia di James Ponsoldt (2017)
- È solo l'inizio (Just Getting Started), regia di Ron Shelton (2017)
- Making Babies, regia di Josh F. Huber (2018)

### Televisione
- Colomba solitaria (Lonesome Dove) – miniserie TV, 4 episodi (1989)
- E.R. - Medici in prima linea (ER) – serie TV, 9 episodi (1996-1997)
- L'orchestra di Sandy Bottom (The Sandy Bottom Orchestra), regia di Bradley Wigor – film TV (2000)
- Detective Monk (Monk) – serie TV, 4 episodi (2003-2006)
- Law & Order - Unità vittime speciali (Law & Order: Special Victims Unit) – serie TV, episodio 6x19 (2005)
- Grey's Anatomy – serie TV, episodio 4x11 (2008)
- CSI - Scena del crimine (CSI: Crime Scene Investigation) – serie TV, 1 episodio (2008)
- Psych – serie TV, episodio 6x14 (2012)
- The Night Of - Cos'è successo quella notte? (The Night Of) – miniserie TV, 8 episodi (2016)
- Future Man – serie TV, 13 episodi (2017)

## Doppiatrici italiane
Nelle versioni in italiano delle opere in cui ha recitato, Glenne Headly è stata doppiata da:
- Laura Boccanera in E.R. - Medici in prima linea, CSI - Scena del crimine, The Circle
- Silvia Pepitoni in La casa ai confini della realtà
- Emanuela Rossi in Due figli di...
- Ida Sansone in Dick Tracy
- Anna Rita Pasanisi ne L'ombra del testimone
- Rossella Izzo in Goodbye Mr. Holland
- Pinella Dragani in Sergente Bilko
- Giò Giò Rapattoni ne La colazione dei campioni
- Tiziana Avarista ne Lo scroccone e il ladro
- Anna Cesareni in Quanto è difficile essere teenager!
- Cinzia Massironi in La banda del porno - Dilettanti allo sbaraglio!
- Giuppy Izzo in Detective Monk (ep. 2x05, 2x14)
- Marina Guadagno in Detective Monk (ep. 3x04, 4x12)
- Cristina Boraschi in Grey's Anatomy
- Alessandra Korompay in Psych
- Francesca Fiorentini in Don Jon
- Barbara Berengo Gardin in Dietro l'angolo
- Roberta Pellini in The Night Of - Cos'è successo quella notte?